# 格罗托角灯塔
格罗托角灯塔，也称为杰克逊港入口前灯塔（英语：Grotto Point Light），是位于澳大利亚新南威尔士州巴尔戈拉高地以南、悉尼港以北的一座灯塔，得名于其所在的格罗托角。目前仍在使用。它的作用是在杰克逊港入口处为船只提供指引，罗谢韦尔灯塔在其之后提供进港指引。罗谢韦尔灯塔位于该灯塔后1,550米。

## 历史
1909年，新南威尔士政府决定建造灯塔。并且于1910年开始建造，塔灯点亮于1911年9月1日。该灯塔的隶属于被称为“迪士尼城堡”风格的四座灯塔之一，另外三个是罗谢韦尔灯塔，沃克吕兹湾入口前灯塔和沃克吕兹湾入口后灯塔。
塔灯起初所使用的灯具为使用乙炔气的电石灯，气体在现场制造并使用，后来被外运的压缩气体所取代。
随后，塔灯的电线并入城市电网。

## 结构
该灯塔是一座砖石结构的圆顶塔，在灯塔之后连接着两个高度逐渐降低的桶拱结构，整体使用白色油漆。周围围绕着白色尖桩篱栅。塔灯通过2x1米的长方形狭洞指引船只，该狭洞大约位于塔楼的三分之二处。
塔灯的镜头亦使用折反射望远镜。

## 运营
灯塔由悉尼港区公司运营，灯塔区域则由环境、气候变化和水务部管理，并作为悉尼港国家公园的一部分。

## 参观
从Castle Rock步道徒步即可抵达灯塔。塔外是开放的，但塔楼不对公众开放。